# Gare de Bechloul
La gare de Bechloul est une gare ferroviaire algérienne située sur le territoire de la commune de Bechloul, dans la wilaya de Bouira.

## Situation ferroviaire
La gare est située au nord de la ville de Bechloul, sur la ligne d'Alger à Skikda où elle est précédée de la gare d'El Esnam et suivie de celle d'El Adjiba.

## Service des voyageurs

### Desserte
La gare de Bechloul est desservie par les trains régionaux des liaisons :
- Alger - Sétif[1] ;
- Alger - Béjaïa[2].